# Stizocera laceyi
Stizocera laceyi är en skalbaggsart som beskrevs av Linsley 1934. Stizocera laceyi ingår i släktet Stizocera och familjen långhorningar.
Artens utbredningsområde är Belize. Inga underarter finns listade i Catalogue of Life.